# José Carlos (football, 1966)
Pour les articles homonymes, voir José Carlos.
José Carlos Martins Ferreira, plus couramment appelé José Carlos, est un footballeur portugais né le 2 août 1966 à Lisbonne. Il était arrière droit.

## Biographie
José Carlos est formé au Benfica Lisbonne. Afin de gagner du temps de jeu, il est prêté en 1986 et 1987 au Portimonense Sporting Clube. De retour à Benfica, il remporte le championnat du Portugal en 1991 puis la Coupe du Portugal en 1993.
José Carlos rejoint dans la foulée l'équipe de l'Estrela da Amadora. Après une seule saison passée à Amadora, il est transféré au Vitoria Guimarães, club où il reste 5 saisons.
En 1999, il rejoint pour une saison le CF Belenenses. Il termine ensuite sa carrière à l'Atlético Portugal. Au total, José Carlos dispute 364 matchs en 1re division portugaise, inscrivant 15 buts dans ce championnat.
À noter que José Carlos reçoit une sélection en équipe du Portugal, le 29 août 1990, lors d'un match amical face à la RFA.

## Carrière
- 1985-1986 :  Benfica Lisbonne
- 1986-1987 :  Domingos Salvio
- 1987-1989 :  Portimonense SC
- 1989-1993 :  Benfica Lisbonne
- 1993-1994 :  Estrela da Amadora
- 1994-1999 :  Vitoria Guimarães
- 1999-2000 :  CF Belenenses
- 2000-2002 :  Atlético CP

## Palmarès
- Champion du Portugal en 1991 avec le Benfica Lisbonne
- Vainqueur de la Coupe du Portugal en 1993 avec le Benfica Lisbonne
- Finaliste de la Coupe d'Europe des Clubs Champions en 1990 avec le Benfica Lisbonne